# Sra. Baylock
Sra. Baylock es un personaje ficticio y antagonista de la película culto de terror de 1976 (Y tiempo después de su remake del 2006) La profecía. Este oscuro papel fue interpretado en 1976 por la actriz inglesa Billie Whitelaw , y en su versión del 2006 por la ganadora del Globo de Oro Mia Farrow.

## Historia
La Sra. Baylock entra en escena como una niñera mayor y dulce que reemplaza a la anterior niñera "Holly" , tras el  suicidio de esta en pleno cumpleaños de Damien Thorn, hijo adoptado del matrimonio de Robert y Katherine Thorn. Según le relata a sus padres , ante el desconcierto de ellos por su presencia, fue enviada por la agencia de empleos que leyó los periódicos acerca de lo sucedido.
Ella es en verdad una apóstata del infierno y protectora del anticristo.Es el único personaje que parece saber toda la verdad del origen del niño desde el principio , cuando le dice a Damien: "No temas pequeño, estoy aquí para protegerte".La Sra. Baylock se revela como la protectora y moderadora del comportamiento de Damien, una sirvienta que morirá antes de dejar que alguien ponga en peligro la llegada del Anticristo.
Gracias a ella el perro demoníaco puede ingresar a la mansión para ser sus "ojos" en su cuidado, aunque eso luego le traigas algunos problemas con el Sr. Thorn.
Cuando el niño es llevado a la iglesia por primera vez, es la Sra.Baylock quien intenta evitar dicho acto, pero es frenado ante la imponente presencia de Katherine.
Luego de que Sra. Thorn supiera que está embarazada y decidiera abortar,y luego de que el Sr. Thorn visitara al psiquiatra y se diera cuenta de que algo malo iba a pasarle, es ella quien con sus poderes malignos hace que el triciclo manejado por Damien, se desplace y choque con el banco en el que Katherine estaba subida, arrojándola del balcón y provocando que pierda su bebé y que sufriera una fractura de su brazo y hemorragias internas.
Después de que el Sr.Thorn se diera cuenta de la verdad estando en un cementerio etrusco y fuera atacado por perros, llama de urgencia a Kathy, que se estaba recuperando de las heridas provocadas por la caída, para pedirle que abandonara de inmediato Roma.Cuando Kathy se dispone a sacarse el camisón , escucha que la puerta se abre y al voltearse es sorprendida por la Sra. Baylock quien la asesina lanzándola por la ventana del hospital, cayendo sobre una ambulancia.En la versión del 2006 , la llamada no llega a ser atendida,y Kathy muere de una embolia gaseosa inyectada por Baylock a través de una jeringa.

## Muerte
Su personaje es asesinado a manos del Sr. Robert Thorn, tras develarse la identidad del niño al ver su marca de nacimiento, es atacado desde atrás por Baylock. En la versión original la niñera muere cuando el Señor Thorn le clava un tenedor en el cuello con el que Baylock a su vez intentaba matarlo. En remake de 2006 Baylock después de atacar el auto de Robert con un mazo, este la atropella y muere.

## Su creación
El personaje fue creado por David Seltzer quien pensó que la institutriz debiera llamarse así ya  las verdaderas siervas del diablo eran B'lalak y B'lalam. La Sra. Bailock, era según Seltzer "La guardiana de las puertas".

## Recepción
La película fue un éxito de taquilla y comercial. El personaje de la Sra. Baylock, interpretada por Billie Whitelaw, tuvo una importante y valiosa recepción por parte del público debido a su rostro oscuro y malvado que caracterizaba a la actriz, resultando esta ganadora de un Evening Standard British Film Award como mejor actriz en 1978 y nominada a los Premios BAFTA a la mejor actriz de reparto.